# Pachycondyla calcarea
Euponera calcarea
Espèce
Synonymes
- †Euponera calcarea Théobald, 1937

Pachycondyla calcarea est une espèce fossile de fourmis de la sous-famille des Ponerinae dans la tribu des Ponerini, dans le genre Pachycondyla.

## Classification
L'espèce Pachycondyla calcarea est décrite en 1937 par le paléontologue français Nicolas Théobald (1903-1981) sous le protonyme Euponera calcarea,. 

### Fossiles
Le spécimen holotype R 147 ♂ et son associé R 743  viennent de la collection Mieg, du musée de Bâle. Il y a aussi de nombreux autres cotype R35 116, 701, 590, 455, 309, 685, 344, 154, 181, 68, 760, 673, 175, 616, 751.  Ces insectes viennent des terrains sannoisiens de la localité de Kleinkembs de la commune d'Efringen-Kirchen en pays de Bade, en Allemagne, juste à côté de la frontière franco-allemande du Rhin, au sud-est de l'Alsace.

### Renommage
L'espèce Euponera calcarea est renommée en Pachycondyla calcarea par Bolton en 2012, repris par Schmidt et Shattuck en 2014.

### Étymologie
L'épithète spécifique calcarea signifie en latin « calcaire ».

## Description

### Caractères
La diagnose de Nicolas Théobald de 1937 : 

#### Mâle
L'holotype mâle est un « insecte brun-noirâtre, ailes claires, jaunâtres avec nervures et stigma jaunes. ». 

« Tête subquadrangulaire, bord postérieur légèrement convexe, coins arrondis; aire frontale déprimée; ocelles non visibles; yeux moyens, ovales, placés vers le milieu des bords de la tête; clypéus petit, trapézoïdal, mandibules proéminentes; antennes insérées en dedans des yeux; partie libre des antennes manque. Thorax ovale ; mésonotum large et allongé ; scutellum arrondi à l'arrière. Pétiole court, un seul segment renflé en nœud. Abdomen arrondi, 5 segments visibles, le dernier manque ; le premier segment est aplati et montre deux dépressions longitudinales, légèrement divergentes à partir du pétiole ; on reconnaît un étranglement entre le 1er et le 2e segment. Pattes brunes. Ailes bien conservées, dépassant l'abdomen vers l'arrière ; stigma assez large ; une cellule discoïdale pentagonale, deux cellules cubitales et une cellule radiale fermées. ».

#### Femelle
L'holotype femelle est un 

« Insecte noirâtre, ailes jaunâtres avec nervures brunes. Tête (1) subrectangulaire, à coins arrondis ; yeux ovales placés vers le milieu de la tête ; mandibules proéminentes ; cou net. thorax ovale. renflé à l'avant, la convexité s'atténuant progressivement vers le segment médian. Pétiole formé d'un seul segment transversal, renflé en nœud. Abdomen ovale, presque arrondi, très légèrement étranglé derrière le premier segment, 5 segments. Pattes brunes. Ailes jaunâtres avec nervures brunes. La nervation se reconnait nettement sur R571, elle est identique à celle de Euponera calcarea. ».

### Dimensions
Le mâle a une longueur totale de 8 mm, l'aile antérieure a une longueur 7 mm. La femelle a une longueur totale de 6,5 mm, l'aile antérieure a une longueur 6,5 mm.

### Affinités
Pour l'holotype mâle 

« La conformation de l'abdomen et du pétiole nous conduit à attribuer l'échantillon aux Ponerinae. La nervation des ailes est identique à celle du g. Euponera. Il est possible que cette forme soit identique à Euponera succinea Mayr de l'ambre de la Baltique. dans tous les cas les deux espèces sont très voisines. 
Trois échantillon du même gisement : R35, 116, 701. ».

Pour l'holotype femelle 

« Semble représenter la ♀ de Euponera calcarea. Autres échantillons : R590, 455, 309, 685, 344, 154 + 181, 68, 760, 673, 175. ».

## Galerie
- Quelques espèces vivantes du genre Pachycondyla.
- P. brunoi.
- P. crenata.
- P. fossigera.
- Travailleuse P. harpax.
- P. marginata.
- P. rufipes.
- P. sharpi.
- P. sikorae.

- Quelques espèces fossiles du genre Pachycondyla.
- Holotype P. eoenica.
- Holotype P. parvula.
- Holotype P. succinea mâle.

### Publication originale
- [1937] Nicolas Théobald, « Les insectes fossiles des terrains oligocènes de France 473 p., 17 fig., 7 cartes,13 tables, 29 planches hors texte », Bulletin Mensuel de la Société des Sciences de Nancy et Mémoires de la Société des sciences de Nancy, Imprimerie G. Thomas,‎ 1937, p. 1-473 (ISSN 1155-1119 et 2263-6439, OCLC 786027547). .